# Metal Church (альбом)
| Оценки критиков | Оценки критиков |
| Источник        | Оценка          |
| --------------- | --------------- |
| AllMusic        | [ 1 ]           |
| Rock Hard       | [ 2 ]           |
| Metal.de        | [ 3 ]           |
| Powermetal.de   | [ 4 ]           |

Metal Church (с англ. — «Церковь метала») — дебютный студийный альбом американской хеви-метал-группы Metal Church в стиле Speed-Metal, вышедший в июле 1984 года. В диск вошла кавер-версия песни Deep Purple «Highway Star». Альбом был первоначально выпущен независимым лейблом Ground Zero в 1984 году. После успеха альбома, группа подписала контракт с лейблом Elektra Records, который переиздал его в 1985 году. На обложке изображён крест со столбом в виде гитары Gibson Explorer, скрытый в тени и дыму.

## Список композиций
| №                   | Название                                 | Автор(ы)                                                     | Перевод названия       | Длительность |
| ------------------- | ---------------------------------------- | ------------------------------------------------------------ | ---------------------- | ------------ |
| 1.                  | «Beyond the Black»                       | Дэвид Уэйн, Курдт Вандерхуф, Крэйг Уэллс                     | «За границы чёрного»   | 6:20         |
| 2.                  | «Metal Church»                           | Уэйн, Вандерхуф, Уэллс                                       | «Церковь метала»       | 5:03         |
| 3.                  | «Merciless Onslaught» (инструментальная) | Вандерхуф                                                    | «Беспощадная атака»    | 2:56         |
| 4.                  | «Gods of Wrath»                          | Уэйн, Вандерхуф, Уэллс                                       | «Боги гнева»           | 6:41         |
| 5.                  | «Hitman»                                 | Уэйн, Вандерхуф                                              | «Киллер»               | 4:36         |
| 6.                  | «In the Blood»                           | Уэйн, Вандерхуф, Уэллс                                       | «В крови»              | 3:31         |
| 7.                  | «(My Favorite) Nightmare»                | Уэйн, Вандерхуф, Уэллс                                       | «(Мой любимый) Кошмар» | 3:11         |
| 8.                  | «Battalions»                             | Вандерхуф, Уэллс                                             | «Батальоны»            | 4:55         |
| 9.                  | «Highway Star» (кавер на Deep Purple)    | Ричи Блэкмор, Иэн Гиллан, Джон Лорд, Иэн Пейс, Роджер Гловер | «Звезда автострады»    | 4:37         |
| Общая длительность: | Общая длительность:                      | Общая длительность:                                          | Общая длительность:    | 41:50        |

| №                   | Название            | Автор(ы)               | Перевод названия    | Длительность |
| ------------------- | ------------------- | ---------------------- | ------------------- | ------------ |
| 10.                 | «Big Guns»          | Уэйн, Вандерхуф, Уэллс | «Большие пушки»     | 4:15         |
| Общая длительность: | Общая длительность: | Общая длительность:    | Общая длительность: | 46:05        |

## Участники записи
Metal Church
- Дэвид Уэйн[англ.] — вокал
- Курдт Вандерхуф — гитары, логотип
- Крэйг Уэллс — гитары
- Дюк Эриксон — бас-гитара
- Кирк Аррингтон — ударные, перкуссия

Технический персонал
- Терри Дэйт — продюсирование, инженер
- Джек Скиннер — мастеринг
- Саулиус Пемпе — фотография, обложка
- Вилли Маккей — исполнительный продюсер